# Lew Fields
Lew Fields, nato Moses Schoenfeld (1º gennaio 1867 – Beverly Hills, 20 luglio 1941), è stato un attore statunitense.

## Filmografia parziale
- Fatty and the Broadway Stars, regia di Roscoe 'Fatty' Arbuckle (1915)
- The Man Who Stood Still, regia di Frank Hall Crane (1916)
- The Barker, regia di J.A. Richmond (1917)
- Friendly Enemies, regia di George Melford (1925)
- La vita di Vernon e Irene Castle (The Story of Vernon and Irene Castle), regia di H.C. Potter (1939)